# Neoplocaederus viridipennis
Neoplocaederus viridipennis är en skalbaggsart som först beskrevs av Hope 1843.  Neoplocaederus viridipennis ingår i släktet Neoplocaederus och familjen långhorningar.
Artens utbredningsområde är:
- Angola.
- Benin.
- Nigeria.
- Sierra Leone.
- Togo.

Inga underarter finns listade i Catalogue of Life.